# Holetín (przystanek kolejowy)
Holetín – przystanek kolejowy w miejscowości Holetín, w kraju pardubickim, w Czechach. Znajduje się na wysokości 575 m n.p.m.
Na przystanku nie ma możliwości zakupu biletu, a obsługa podróżnych odbywa się w pociągu.

## Linie kolejowe
- 238 Pardubice - Havlíčkův Brod